# Mine de Masbate
 (mars 2025).
La mine de Masbate est une mine à ciel ouvert d'or, située sur l'île de Masbate dans la municipalité d'Aroroy aux Philippines. Sa production a débuté en 2009.